# Carl Heinrich Hopffer
Carl Heinrich Hopffer est un entomologiste allemand spécialiste des lépidoptères, né en 1810 et mort en 1876.

## Biographie
Carl Heinrich Hopffer était conservateur du musée d'histoire naturelle de Berlin.
Il était membre de la Société entomologiste de Stettin.

## Liste partielle des publications
- Neue Schmetterlinge der Insekten-Sammlung des Konigl. Zoologischen Musei der Universitat zu Berlin with Johann Christoph Friedrich Klug (1836)
- Naturwissenschaftliche Reise nach Mossambique, auf befehl Seiner Majestat des konigs Friedrich Wilhelm IV in den jahfren 1842 bis 1848 ausfefuhrt von Wilhelm C.H. Peters ( Zoologie. V. Insecten und myriopoden)Berlin: in German (1862)
- Ueber Cenea Stoll. Entomologische Zeitung. Herausgegeben von dem entomologischen Vereine zu Stettin 27 (1/3), pp. [131-132.] (1865)
- Neue Arten der Gattung Papilio im Berliner Museum. Entomologische Zeitung. Herausgegeben von dem entomologischen Vereine zu Stettin 27 (1/3), pp. [22-32] (1866)
- Bericht über Felder's Lepidoptera der Reise der Fregatte Novara (Fortsetzung) Entomologische Zeitung herausgegeben von dem entomologischen Vereine zu Stettin 30 (10/12), pp. [427-453.] (1869):
- Beitrag zur Lepidopteren-Fauna von Celebes Entomologische Zeitung herausgegeben von dem entomologischen Vereine zu Stettin 35 (1/3), pp. [17-47.] (1874)
- Neue Lepidopteren von Peru und Bolivia. Entomologische Zeitung herausgegeben von dem entomologischen Vereine zu Stettin 35 10-12), pp. [329-371.] (1874)
- Exotische Schmetterlinge. Entomologische Zeitung herausgegeben von dem entomologischen Vereine zu Stettin 40, pp. [47-95, 413-454] (1879)

## Travaux
Il est l'inventeur d'espèces, dont :
- Borbo fatuellus (en) (Hopffer, 1855).
- Camptopleura termon (nl) (Hopffer, 1874)
- Catasticta susiana
- Colotis doubledayi (en) (Hopffer, 1862)
- Deudorix antalus
- Eurema sybaris
- Morpho didius (Hopffer, 1874)
- Prepona dexamenus Hopffer, 1874
- Tarucus sybaris(Hopffer, 1855)